# 下タ村
下タ村（したむら）は、かつて富山県上新川郡にあった村。

## 沿革
- 1889年（明治22年）4月1日 - 町村制の施行により、上新川郡町長村、牛ケ増村、芦生村、今生津村、布尻村、寺津村、薄波村、太田薄波村、吉野村、伏木村、小糸村、舟渡村及び猪谷村の区域をもって、上新川郡下タ村が発足する。村役場は戸長役場が置かれていた牛ヶ増に設置[3]。
- 1890年（明治23年）9月30日 - 村役場を町長へ移転[3]。
- 1954年（昭和29年）4月1日 - 上新川郡大沢野町、下タ村及び船峅村が合併して、上新川郡大沢野町が発足する。

## 歴代村長
出典→
1. 平岩文七（1889年5月25日 - 1892年7月5日）
2. 岩下文左ヱ門（1892年11月2日 - 1893年4月30日）
3. 平岩文七（1893年5月2日 - 1896年4月11日）
4. 出町治郎左ヱ門（1896年4月20日 - 1898年12月15日）
5. 村山治左ヱ門（1898年12月20日 - 1900年12月26日）
6. 平岩文七（1901年5月18日 - 1903年8月27日）
7. 平岩文七（1903年11月7日 - 1907年8月27日）
8. 平岩文七（1907年11月7日 - 1911年11月16日）
9. 野崎五左ヱ門（1911年12月12日 - 1914年3月27日）
10. 岩田亀之助（1914年5月30日 - 1915年1月20日）
11. 山内長太郎（1915年3月2日 - 1917年7月12日）
12. 山田仁太郎（1917年7月18日 - 1918年4月1日）
13. 平岩文七（1918年4月20日 - 1922年4月19日）
14. 坂田勇次（1922年5月6日 - 1923年9月3日）
15. 田中鶴次郎（1923年9月21日 - 1924年3月25日）
16. 柿下平次郎（1924年6月16日 - 1926年9月20日）
17. 岩下太恵治（1926年10月4日 - 1930年10月3日）
18. 出町栄之助（1930年10月22日 - 1932年7月5日）
19. 柿下平次郎（1932年7月11日 - 1934年2月25日）
20. 田中孫右ヱ門（1934年3月15日 - 1936年8月7日）
21. 村上幸太郎（1936年8月27日 - 1940年8月26日）
22. 村上幸太郎（1940年9月7日 - 1944年9月6日）
23. 村上幸太郎（1944年10月20日 - 1946年12月7日）
24. 田上勝正（1947年4月11日 - 1951年4月4日）
25. 田上勝正（1951年4月25日 - 1954年3月31日）